# يوسف سليمان باشا
يوسف سليمان باشا (11 فبراير 1862 – ) هو وزير وقاضي مصري قبطي عين وزيرا للزراعة في 22 مايو 1920 في عهد رئاسة محمد توفيق نسيم باشا الأولى إلى أن استقالت الوزارة المذكورة في 16 مارس 1921، ثم عين وزيرا للمالية في وزارة محمد توفيق نسيم باشا الثانية في 30 نوفمبر 1922 إلى أن استقالت في 9 فبراير 1923.

## مولده ونشأته
ولد في قرية سندبيس مركز قليوب بمحافظة القليوبية 11 فبراير سنة 1862 م وتوفي والده وهو طفل صغير فرباه شقيقه الأكبر عطا الله أفندي سليمان فأدخله في مدرسة الأقباط الكبرى بشارع كلوت بك بمصر ثم التحق بمدرسة الادارة (كلية الحقوق الان)ونال منها شهادة «ليسانس» في سنة 1881.

## تدرجه الوظيفي
كان كاتب ظهورات بمحكمة مصر المختلطة، ثم عين كاتبا مستديمًا في تلك المحكمة في 30 يونيو سنة 1882، ثم نقل في 13 نوفمبر سنة 1883 إلى المحاكم الأهلية بالوظيفة عينها، وفي 12 أبريل سنة 1884 عين مساعدًا للنيابة، وألحق بنيابة محكمة مصر الابتدائية الأهلية، ثم ترقى إلى درجة وكيل بالنيابة عينها، وصار يتدرج في هذه الوظيفة من الدرجة الثالثة للثانية إلى أن عين وكيلًا من الدرجة الأولى، واستمر في هذه الوظيفة إلى أن رقي رئيسًا لنيابة محكمة مصر في 30 ديسمبر سنة 1890، وكانت النيابة وقتئذ يتبعها في الإدارة القضائية العاصمة ومديريتي الجيزة والقليوبية، وفي هذا العهد كان مركز رئيس النيابة غيره في العهد الحاضر، فإن كثيرًا من الأعمال التي تقوم بها إدارة الأمن العام المنشأة حديثًا في وزارة الداخلية، والتي تقوم بها حكمدارية البوليس كان محولًا على النيابة حتى انتدب رئيسًا بنيابة الاستئناف في سنة 1902م، ومن ثم نقل قاضيًا بمحكمة المنصورة المختلطة في 9 مارس سنة 1906، وظل شاغلًا لهذه الوظيفة في المحكمة المذكورة إلى أن نقل قاضيًا في محكمة مصر المختلطة في 21 نوفمبر سنة 1909، واستمر فيها إلى أن رقي إلى وظيفة مستشار بمحكمة الاستئناف الأهلية في 6 مارس سنة 1916، وقد قدرت له الحكومة المصرية هذه الخدمات الجليلة، وتحققت من علو كعبه في المسائل القانونية والإدارية، ونزاهته وعدله وجده وكفاءته، فولته وزيرًا للزراعة في 22 مايو سنة 1920 في عهد رئاسة حضرة صاحب الدولة محمد توفيق نسيم باشا الأولى، واستمر آخذًا بشؤونها معليًا من شأنها ساهرًا على رقيها إلى أن استقالت الوزارة المذكورة في 16 مارس سنة 1921، وعند تشكيل وزارة الرئيس المشار إليه للمرة الثانية أعيد معالي صاحب الترجمة وزيرًا لوزارة المالية في 30 نوفمبر، سنة 1922 إلى أن استقالت في 9 فبراير سنة 1923.

## عضويته بالوفد الرسمي
كان من ضمن الوفد الرسمي الذي كان رئيسه عدلي باشا يكن الذي ذهب للتفاوض في لندن للوصول الي الاستقلال.

## الرتب والنياشين
منح الرتبة الثانية في 26 سبتمبر سنة 1892، والنيشان العثماني من الدرجة الرابعة في 2 فبراير سنة 1896، ورتبة البكوية من الدرجة الأولى في 20 مارس سنة 1916، ورتبة الباشوية في 31 مارس سنة 1920، ورتبة الوزارة في 22 مايو سنة 1922، ووشاح النيل الأكبر في 2 محرم سنة 1339هجريا ، ورتبة الامتياز في 22 ربيع الثاني سنة 1341هجريا

## عنه
كتاب «معالي يوسف باشا سليمان بين يدي الحقيقة والتاريخ» ألفه محمد محمد عرابي في عام 1925م.